# Claude-Louis de Saint-Germain
Claude-Louis de Saint-Germain (Cháteau de Vertamboz, 15 aprile 1707 – Parigi, 15 gennaio 1778) è stato un generale e politico francese, maresciallo di Francia dal 1775.

## Biografia
Educato in una scuola dei Gesuiti era destinato ad entrare nel clero ma ottenne, all'ultimo minuto, l'incarico, offertogli da Luigi XV, di sottotenente. Lasciò la Francia, com'era costume dell'epoca, a causa di un duello; servì quindi sotto l'elettorato Palatino; combatté per il Regno d'Ungheria contro l'Impero ottomano e successivamente, allo scoppio della guerra di successione austriaca nel 1740, scelse le armate dell'elettore di Baviera (che divenne poi imperatore come Carlo VII), distinguendosi per coraggio ed ottenendo la promozione a tenente.
Lasciò la Baviera alla morte di Carlo VII e, dopo un breve servizio sotto Federico II di Prussia, scelse Maurizio di Sassonia nei Paesi Bassi dove venne nominato maresciallo di campo dell'esercito francese.
Allo scoppio della guerra dei sette anni nel 1756 fu nominato tenente generale e, benché mostrò maggiore abilità dei suoi pari grado e fu ammirato dai suoi sottoposti, cadde vittima degli intrighi di corte, della gelosia professionale e dell'ostile criticismo. Si distinse specialmente a Lauffeldt, Roucoux e Maastricht. Diede le sue dimissioni nel 1760 ed accettò un incarico come feldmaresciallo da Federico V di Danimarca, entrando in carica nel 1762 con la riorganizzazione dell'esercito danese.
Alla morte di Federico nel 1766 ritornò in Francia, comprò una piccola tenuta in Alsazia vicino a Lauterbach, dove dedicò il proprio tempo alla religione e all'agricoltura. Una crisi finanziaria gli distrusse i fondi recuperati dal servizio in Danimarca e si trovò a dipendere dalla generosità del ministero della guerra francese. Louis fu presentato a corte dai riformatori Turgot e Malesherbes e fu nominato ministro della guerra il 25 ottobre 1775 da Luigi XVI. Egli cercò di diminuire il numero di ufficiali e di portare ordine e regolarità nel loro servizio. I suoi tentativi di introdurre la disciplina prussiana nell'esercito francese incontrarono forti opposizioni ed egli si dimise nel settembre del 1777. Accettò un alloggio fornitogli da Luigi XVI e una pensione da 40.000 livre. Morì nel suo appartamento a Parigi il 15 gennaio 1778.